# Мурільйо-де-Ріо-Леса
Мурільйо-де-Ріо-Леса (ісп. Murillo de Río Leza) — муніципалітет в Іспанії, у складі автономної спільноти Ла-Ріоха. Населення — 1781 осіб (2009).
Муніципалітет розташований на відстані близько 250 км на північний схід від Мадрида, 11 км на південний схід від Логроньйо.

## Демографія
Динаміка населення (INE ):

## Уродженці
- Пабло Пінільйос (*1974) — іспанський футболіст, захисник.

## Галерея зображень

Розташування муніципалітету